# Kontrola administracyjna
Kontrola w administracji publicznej – kontrola przeprowadzana wobec organów administracji publicznej, polegająca na zaobserwowaniu, zbadaniu istniejącego stanu rzeczy, skonfrontowaniu go ze stanem pożądanym, wskazaniu uchybień (także ich źródeł) i sposobów ich naprawienia.
Kontrola administracyjna jest zawsze następcza, to znaczy następuje po dokonaniu przez podmiot kontrolowany określonej czynności (która może zostać zakwestionowana).
Przypadki, zakres, skutki, sposób kontroli administracyjnej określają przepisy prawne. Zaś organ kontrolujący z zasady nie jest odpowiedzialny za działania podmiotu kontrolowanego.
Wyróżnia się różne rodzaje kontroli:
- wewnętrzną: dokonywaną w ramach danego urzędu, pionu organów, przeprowadzana przez organ nadrzędny, zwierzchnika. Na przykład kontrola ministra działań swoich urzędników, kontrola izby skarbowej nad działaniami urzędu skarbowego

- zewnętrzną:

1. parlamentu (np. wotum nieufności dla ministra, absolutorium dla rządu z wykonania budżetu, komisje śledcze)
2. parlamentarzystów (interpelacje poselskie, interwencje w sprawach obywateli)
3. ombudsmana (rzecznika praw obywatelskich)
4. prokuratury
5. organów kontroli zewnętrznej administracji (np. izb obrachunkowych, Najwyższej Izby Kontroli, biur kontroli, inspekcji i inspektorów)
6. opinii publicznej (mediów)
7. sądów i trybunałów.

W literaturze zwrócono uwagę, że kontrola scentralizowana jest często nieefektywna.  Ośrodek centralny nie jest bowiem w stanie skontrolować wszystkiego i wszystkich; prowadzi kontrole wyrywkowe i dorywcze, co prowadzi do fikcyjności kontroli, gdyż osoby i instytucje mogą uniknąć kontroli.
Administratywiści dodają jednak, że kontrola prowadzona (nie tylko zlecana, czy nakazywana) przez centrum pozwala na oderwanie się od lokalnych powiązań, zależności i mafii urzędniczych, które mogłyby wpływać na zdecentralizowane, lokalne instytucje kontrolne.
Problemem zawsze pozostaje korupcja wśród funkcjonariuszy kontrolujących, a także ich niski poziom inteligencji emocjonalnej.
Jak ujął to M. Zirk – Sadowski "dobrze przeprowadzona kontrola jest z reguły droga... wymaga zaangażowania dużych środków finansowych. Choć z reguły przynosi wymierne korzyści organizacyjne, to jednak nie jest samofinansująca... nadmiernie rozbudowany system kontroli z reguły prowadzi do odwrotnych skutków niż zamierzone...".